# Gouverneurswahl in Kalifornien 2014
Die Gouverneurswahl in Kalifornien 2014 fand am 4. November 2014 statt, um den Gouverneur von Kalifornien zu wählen, zeitgleich mit den Wahlen für die übrige kalifornische Exekutive sowie den Wahlen zum Senat der Vereinigten Staaten in anderen Bundesstaaten und den Wahlen zum Repräsentantenhaus der Vereinigten Staaten sowie verschiedenen staatlichen und lokalen Wahlen.
Der amtierende demokratische Gouverneur Jerry Brown kandidierte zur Wiederwahl für eine zweite Amtszeit in Folge und seine vierte Amtszeit insgesamt. Obwohl Gouverneure nur zwei Amtszeiten auf Lebenszeit absolvieren dürfen, war Brown bereits von 1975 bis 1983 Gouverneur, denn das Gesetz gilt nur für Amtszeiten nach dem 6. November 1990.

## Ergebnis
Am 3. Juni 2014 fand eine Vorwahl statt. Nach dem überparteilichen kalifornischen Vorwahlgesetz erschienen alle Kandidaten auf demselben Stimmzettel, unabhängig von ihrer Parteizugehörigkeit. Die Wähler können für jeden Kandidaten stimmen, unabhängig von dessen Parteizugehörigkeit. Die beiden bestplatzierten Kandidaten – unabhängig von ihrer Parteizugehörigkeit – qualifizierten sich für die Stichwahlen im November.
Jerry Brown besiegte Neel Kashkari bei der Stichwahl zum Gouverneur von Kalifornien am 4. November 2014.
| Kandidaten                                                                      | Kandidaten              | Parteien                | 1. Wahlgang | 1. Wahlgang | 2. Wahlgang | 2. Wahlgang |
| Kandidaten                                                                      | Kandidaten              | Parteien                | Stimmen     | %           | Stimmen     | %           |
| ------------------------------------------------------------------------------- | ----------------------- | ----------------------- | ----------- | ----------- | ----------- | ----------- |
|                                                                                 | Jerry Brown             | Demokratische Partei    | 2.354.769   | 54,3        | 4.388.368   | 60,0        |
|                                                                                 | Neel Kashkari           | Republikanische Partei  | 839.767     | 19,4        | 2.929.213   | 40,0        |
|                                                                                 | Tim Donnelly            | Republikanische Partei  | 643.236     | 14,8        |             |             |
|                                                                                 | Andrew Blount           | Republikanische Partei  | 89.749      | 2,1         |             |             |
|                                                                                 | Glenn Champ             | Republikanische Partei  | 76.066      | 1,8         |             |             |
|                                                                                 | Luis Javier Rodríguez   | Green Party             | 66.872      | 1,5         |             |             |
|                                                                                 | Cindy Sheehan           | Peace and Freedom Party | 52.707      | 1,2         |             |             |
|                                                                                 | Alma Marie Winston      | Republikanische Partei  | 46.042      | 1,1         |             |             |
|                                                                                 | Robert Newman           | Unabhängig              | 44.120      | 1,0         |             |             |
|                                                                                 | Akinyemi Agbede         | Demokratische Partei    | 37.024      | 0,9         |             |             |
|                                                                                 | Richard William Aguirre | Republikanische Partei  | 35.125      | 0,8         |             |             |
|                                                                                 | Bogdan Ambrozewicz      | Unabhängig              | 14.929      | 0,3         |             |             |
|                                                                                 | Janel Hyeshia Buycks    | Unabhängig              | 12.136      | 0,3         |             |             |
|                                                                                 | Rakesh Kumar Christian  | Unabhängig              | 11.142      | 0,3         |             |             |
|                                                                                 | Joe Leicht              | Unabhängig              | 9.307       | 0,2         |             |             |
| Gesamt                                                                          | Gesamt                  | Gesamt                  | 4.333.028   | 100         | 7.317.581   | 100         |
|                                                                                 |                         |                         |             |             |             |             |
| Ungültige Stimmen                                                               | Ungültige Stimmen       | Ungültige Stimmen       | 128.318     | 2,9         | 196.391     | 2,6         |
| Wähler                                                                          | Wähler                  | Wähler                  | 4.461.346   | 25,2        | 7.513.972   | 42,2        |
| Wahlberechtigte                                                                 | Wahlberechtigte         | Wahlberechtigte         | 17.722.006  |             | 17.803.823  |             |
|                                                                                 |                         |                         |             |             |             |             |
| Quellen: Office of the Secretary of State, Statement of vote, Primary – General |                         |                         |             |             |             |             |